# 호마 (의식)

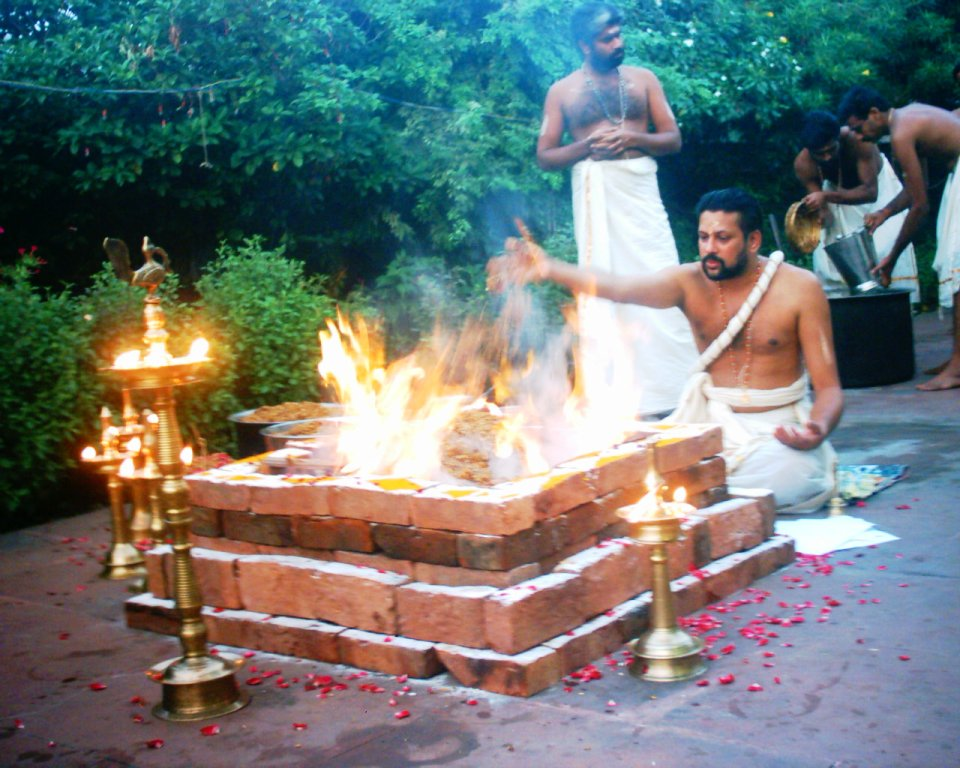
호마 불 의식.

호마(護摩, 산스크리트어: होम)는 인도계 종교에서 특별한 날에 행하는 불 의식이다. 힌두교에서는 보통 집주인('그리하스타': 집을 소유한 사람)을 위해 힌두교 사제가 수행한다. 그리하스는 음식을 조리하고 집을 데우는 등 다양한 용도로 불을 사용하므로, 야즈나 제물을 불에 직접 바치는 것이다. 불이 제물을 파괴하기 때문에 호마를 '희생 의식'이라고 부르기도 하지만, 호마는 '봉헌 의식'이 더 정확하다. 불이 주체이며 제물에는 곡물, 버터기름, 우유, 향, 씨앗과 같은 물질적이고 상징적인 것들이 포함된다.
호마는 브라만교에 뿌리를 두고 있으며, 불교와 자이나교에서도 채택되었다. 이 관습은 인도에서 중앙아시아, 동아시아, 동남아시아로 확산되었다. 호마 의식은 많은 힌두교 의식의 중요한 부분으로 남아 있으며, 오늘날 불교, 특히 티베트와 일본의 일부 지역에서 호마의 변형이 계속해서 행해지고 있다. 또한 현대 자이나교에서도 호마 의식이 행해지고 있다.
호마는 힌두교에서는 야즈나라고도 불리며, 때로는 더 큰 공공 불 의식을 위해, 불교에서는 야즈나비다나 또는 고마라고도 불린다. 현대에는 호마가 결혼식에서 볼 수 있는 상징적인 불 주위에서 사적인 의식으로 행해지는 경향이 있다.
밀교의 수행법으로서는 본존·노(爐)·행자(行者)의 3위(三位)가 구족(具足)해야 하며, 부동명왕(不動明王)이나 애염명왕(愛染明王) 등을 본존으로 하고 그 앞에 의칙(儀則)에 의거한 화로(火爐)가 있는 호마단(護摩壇)을 놓고, 행자(行者)가 규정된 호마목(護摩木)을 태워 불 속에 곡물 등을 던져 공양하며, 재난을 제거하고 행복을 가져올 것을 기원한다.
이처럼 실제로 호마단을 향하여 올리는 유형적(流刑的)인 의식 수법을 외호마(外護摩)·사호마(事護摩)라 하고, 이에 대하여 화단(火壇)을 향하지 않고 자신을 단장(壇場)으로 하여 불(佛)의 지화(智火)로 내심의 번뇌(煩惱)나 업을 태우는 것을 내호마(內護摩)·이호마(理護摩)라 한다. 또한 이 수법(修法)의 기원의 취지를 나무판자나 종이에 쓴 것을 호마찰(護摩札)이라 하여 호부(護符)로 쓴다.

## 어원
산스크리트어 단어 호마(होम)는 "불에 붓고, 바치고, 희생하다"를 의미하는 후(hu)라는 어근에서 유래했다.

## 역사
호마 전통은 사마르칸트에서 일본에 이르기까지 아시아 전역에서 3000년에 걸쳐 찾아볼 수 있다. 호마는 모든 아시아 변형에서 불을 피울 음식을 제공하는 의식으로, 궁극적으로 베다 종교에 포함된 전통과 연결된다. 이 전통은 아시아에서 발전한 불과 요리된 음식(파카야냐)에 대한 경외심을 반영하며, 베다의 브라마나는 이 의식 경외심의 초기 기록이다.
내면의 호마, 성전으로서의 몸
그러므로 사람이 취할 수 있는 첫 번째 음식은

호마를 대신하는 것이다.

그리고 그 첫 번째 공물을 바치는 사람은

프라나에게 그것을 바치면서 스바하라고 말해야 한다!

그러면 프라나는 만족한다.

프라나가 만족하면 눈도 만족한다.

눈이 만족하면 태양이 만족한다.

태양이 만족하면 하늘도 만족한다.
야즈나 또는 불 희생제는 초기 슈루티 의식의 독특한 특징이 되었다. 슈라우타 의식은 불의 의식을 통해 희생자가 신과 여신에게 무언가를 바치고, 희생자가 그 대가로 무언가를 기대하는 일종의 현상이다. 베다 의식은 먹을 수 있거나 마실 수 있는 것을 제물로 바치는 것으로 구성되었으며, 우유, 정제 버터, 요구르트, 쌀, 보리, 동물 또는 가치 있는 모든 것을 불의 사제들의 도움으로 신들에게 바쳤다. 이 베다 전통은 슈라우타(슈루티 기반)와 스마르타(스마트라티 기반)로 나뉘었다.
필리스 그라노프에 따르면 호마 의식은 다양한 불교와 자이나교 전통에서 관찰되었으며, 그 텍스트는 중세를 거치면서 변형되었지만 힌두교 전통의 “의식 절충주의”를 적절히 반영하고 있다. 타치카와 무사시에 따르면 호마 양식의 베다 희생 의식은 대승 불교에 흡수되었으며 티베트, 중국, 일본의 일부 불교 전통에서 호마 의식이 계속 수행되고 있다.

## 힌두교

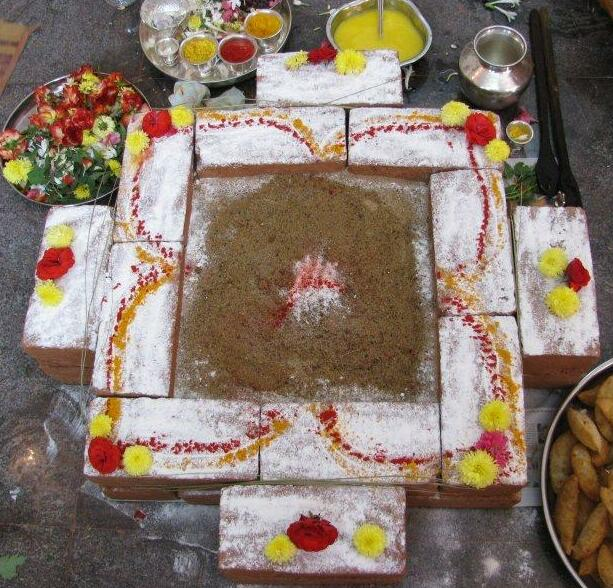
제물을 올려놓은 호마 제단

호마 의식 문법은 다양한 힌두교 전통의 많은 삼스카라(통과의례) 의식에 공통적이다. 힌두교의 다양한 호마 의식 변형의 핵심인 베다 불 의식은 의식의 “양자 대칭”구조다. 종종 불과 물, 번제물, 소마; 불은 남성적, 땅과 물은 여성적, 불은 수직으로 위로 뻗어 있고 제단, 제물 및 액체는 수평으로 되어 있다. 호마 의식의 제단(화덕)은 그 자체가 대칭이며, 대부분 정사각형으로 인도 종교의 사원과 만다파의 핵심이 되는 디자인 원칙이기도 하다. 호마 의식의 순서도 마찬가지로 처음부터 끝까지 대칭의 원리를 중심으로 구성되어 있다.
불 제단(베디 또는 호마 / 하반 쿤다)는 일반적으로 벽돌이나 돌 또는 구리 용기로 만들어지며 거의 항상 행사를 위해 특별히 지어지며 그 직후에 해체된다. 이 제단은 항상 정사각형 모양으로 지어집니다. 주요 공공 호마를 위해 매우 큰 베디를 만들기도 하지만, 일반적인 제단은 1피트 정사각형 정도로 작을 수 있으며 3피트 정사각형을 넘는 경우는 드물다.
호마의 의식 공간인 제단은 일시적이고 움직일 수 있다. 호마 의식의 첫 번째 단계는 의식장(만다파)의 건설이고 마지막 단계는 해체이다.  제단과 만다파는 제사장이 봉헌하여 제례를 위한 신성한 공간을 만들고 만트라를 낭송한다. 찬송가를 부르면 불이 시작되고 제물이 모인다. 제사장이 입장하여 물로 상징적으로 몸을 씻고 호마 의식에 참여하고, 신을 초대하고, 기도문을 낭송하고, 소라 껍질을 날린다. 제사장들은 스바하 소리에 맞춰 찬송가를 부르며 제물과 술을 불에 붓는다. 제물과 제물은 일반적으로 정화 버터(기), 우유, 두부, 설탕, 사프란, 곡물, 코코넛, 향수, 향, 씨앗, 꽃잎, 허브로 구성된다.
제단과 의식은 현실과 신과 생명체의 세계를 연결하는 힌두교 우주론의 상징적인 표현이다. 이 의식은 또한 인간이 불이라는 매개체를 통해 신에게 무언가를 바치고 그 대가로 신이 힘과 영향력을 가진 것으로 보답할 것을 기대하는 대칭적인 교환이기도 하다.

## 불교
봉헌된 불의 호마(護摩) 의식은 티베트, 중국, 일본의 일부 불교 전통에서 발견된다. 그 뿌리는 베다 의식이며, 불교 신들을 불러일으키고 자격을 갖춘 불교 사제들에 의해 수행된다. 쿠타단타 숫타, 디가니카야, 숫타니파타와 같은 불교 경전의 중국어 번역본에 따르면, 베다 호마 의식은 석가모니가 전생에 베다의 원래 스승이었다는 주장과 함께 석가모니의 지지에 기인한다고 한다.
일본과 같은 일부 불교 호마 전통에서는 이 의식에서 중심 신이 보통 아찰라나타(不動明王, 부동명왕)로 불린다. 아찰라나타는 베다 전통에서 루드라 신의 다른 이름으로, 티베트 전통에서 바즈라파니 또는 차크도르 신의 이름으로, 시베리아의 소치르바니 신의 이름으로도 불린다. 아찰라 호마 의식 절차는 힌두교에서 발견되는 동일한 베다 프로토콜을 따르며, 만트라를 암송하는 사제들이 불 속에 공양하는 것이 의식의 주요 부분이며, 신도들은 서로 다른 종류의 찬송가가 낭송되면서 박수를 친다. 다른 버전의 베다 호마 의식은 천태종과 진언종뿐만 아니라 일본의 슈겐도와 신불습합에서도 발견된다.
대부분의 진언종 절에서 이 의식은 매일 아침이나 오후에 행해지며, 모든 아사들이 사제직에 들어가면 이 의식을 배워야 하는 필수 조건이다. 호마 의식의 원래 중세 시대 텍스트는 싯담 문자로 쓰여진 산스크리트어와 중국어로 되어 있으며, 일본어 가타카나가 추가되어 사제들이 올바른 발음을 할 수 있도록 도와준다. 더 큰 규모의 의식에는 종종 여러 사제, 염불, 타이코 북 두드리기, 만다라 주변의 소라 껍데기(호라가이) 불기 등이 포함되며 의식의 초점이 된다. 호마 의식은 티베트 불교와 뵌교에서 널리 다루어지고 있으며, 다양한 대승 불교와 탄트라 신들과 연관되어 있다.

## 자이나교

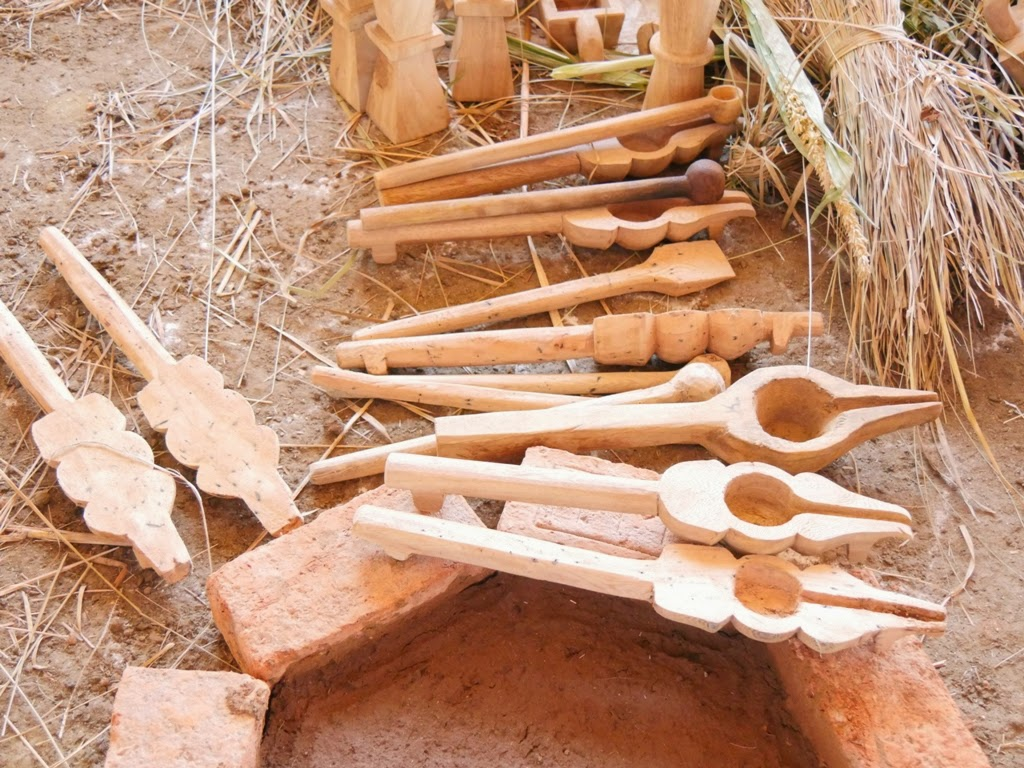
의식 중에 사용되는 전통적인 나무 호마와 야즈나 도구의 예

호마 의식은 자이나교에서도 찾아볼 수 있다. 예를 들어, 간타카르 의식은 호마 제물로, 수세기에 걸쳐 발전해 왔으며, 여기서 의식 제물이 불에 타게 된다. 판캄릿(우유, 커드, 설탕, 사프란, 정제 버터)과 코코넛, 향, 씨앗, 허브와 같은 상징적인 물품들이 포함된다. 자이나교에서 낭송한 만트라에는 산스크리트어로 된 만트라가 포함되어 있으며, 16세기 스베탐바라 문자인 간타카르나 만트라 스토트라는 자이나 교파 중 하나에서 간타카르나 마하비라에게 헌정된 호마 의식을 설명하는 산스크리트어 문헌이다.
자이나교의 아디푸라나는 47.348장에서 리샤바를 기리기 위한 베다식 화재 의식을 설명한다. 힌두교 신자들 사이에서 전통적인 자이나교 결혼식은 베다식 화재 희생 의식이다.

## 같이 보기
- 번제
- 라그 바오메르
- 발푸르기스의 밤
- 야즈나